# Raúl Francisco Primatesta
Raúl Francisco Primatesta (Capilla del Señor, 14. travnja 1919. – Córdoba, 1. svibnja 2006.), je bio argentinski rimokatolički kardinal i nadbiskup Córdobe.

## Životopis
Primatesta je rođen u gradu Capilla del Señor u Argentini. Za svećenika je zaređen 1942., a izabran je za naslovnog biskupa Tanaisa i imenovan pomoćnim biskupom La Plate 14. lipnja 1957. godine te je postao generalni vikar te biskupije. 12. lipnja 1961. imenovan je prvim biskupom biskupije San Rafael, a četiri godine kasnije, 16. veljače 1965. godine postaje metropolit kordobske nadbiskup. Od 1970. je bio dijelom vladajućeg tijela argentinske biskupske konferencije, koju je predvodio u četiri navrata.
Primatesta je uzdignut na razinu kardinala svećenika te mu je dodijeljena crkva Santa Maria Addolorata a Piazza Buenos Aires 5. ožujka 1973. Sudjelovao je na konklavama na kojima su izabrani papa Ivan Pavao I. i Ivan Pavao II. (1978.), ali zbog starosne dobe te lošeg zdravlja, nije ispunjavao uvjete za sudjelovanje na konklavi 2005. godine kada je za papu izabran Benedikt XVI. Također je sudjelovao u radu Drugog vatikanskog sabora. Kao što je uobičajeno, kada je napunio 75 godina, 1994. godine, podnio je zahtjev za umirovljenje, koje je papa Ivan Pavao II. prihvatio tek 1998.
Tijekom 1990-ih, kardinal Primatesta je bio snažan kritičar neoliberalne politike predsjednika Carlosa Menema (1989. – 1999.), kojom ga je teretio za ostavljanje goleme količine siromaštva u Argentini. Primatesta je patio od kroničnog srčanog zatajivanja. Umro je 1. svibnja 2006. godine, u dobi od 87 godina, u svome domu u Córdobi, nakon komplikacija vezanih za kardiovaskularni sustav. Njegov sprovod je održan u kordobskoj katedrali, gdje je tada bio sahranjen. Pokrajinska vlada je povodom njegove smrti odredila tri dana žalosti.